# AMC (亞洲)
AMC是AMC電視網于亚洲地区播出的電視頻道，AMC於2015年1月1日將米高梅頻道(MGM Channel)正式更名為AMC。
AMC Networks International首播的原創影集作品有:電腦狂人(奔腾年代)、善惡分界線(The Divide)、驚嚇陰屍路、荒原、與夜班經理，該頻道也播出米高梅、派拉蒙電影、索尼影視娛樂 的電影。而该频道在2018年12月31日停止对东南亚以及港澳播出。而台湾运营权则交给友量娱乐科技运营。